# Euphaedra nguruensis
Euphaedra nguruensis är en fjärilsart som beskrevs av Stoneham 1956. Euphaedra nguruensis ingår i släktet Euphaedra och familjen praktfjärilar. Inga underarter finns listade i Catalogue of Life.